# حشره‌خوار مالزیایی
 حشره‌خوار مالزیایی (نام علمی: Crocidura malayana) نام یک گونه از سرده حشره‌خوارهای دندان‌سفید است.